# .45 ACP
Der Munitionstyp .45 ACP („0.45 inch Automatic Colt Pistol“) wurde erstmals bei der US-amerikanischen Pistole Colt 1905 verwendet. Sein Kaliber (Geschossdurchmesser) beträgt 0,45 Zoll oder umgerechnet 11,43 mm.
Die Patrone wurde von John Moses Browning im Jahre 1905 entwickelt.

## Bezeichnung
Im deutschen Nationalen Waffenregister (NWR) wird die Patrone unter Katalognummer 192 unter folgenden Bezeichnungen geführt (Auswahl, gebräuchliche Bezeichnungen in Fettdruck)
- .45 Auto (Hauptbezeichnung)
- .45 A.C.
- .45 A.C. Government Model
- .45 Auto ACP
- .45 Auto Colt M.11
- .45 Automatic Colt
- .45 Automatic Colt Pistol
- .45 Automatic M.1911
- .45 Ball M 1911
- .45 ACP
- 11,25x23mm
- .45″ .900″

Weiterhin ist die aus den USA stammende Bezeichnung .45 Caliber gebräuchlich, ohne im NWR genannt zu werden.

## Entwicklung

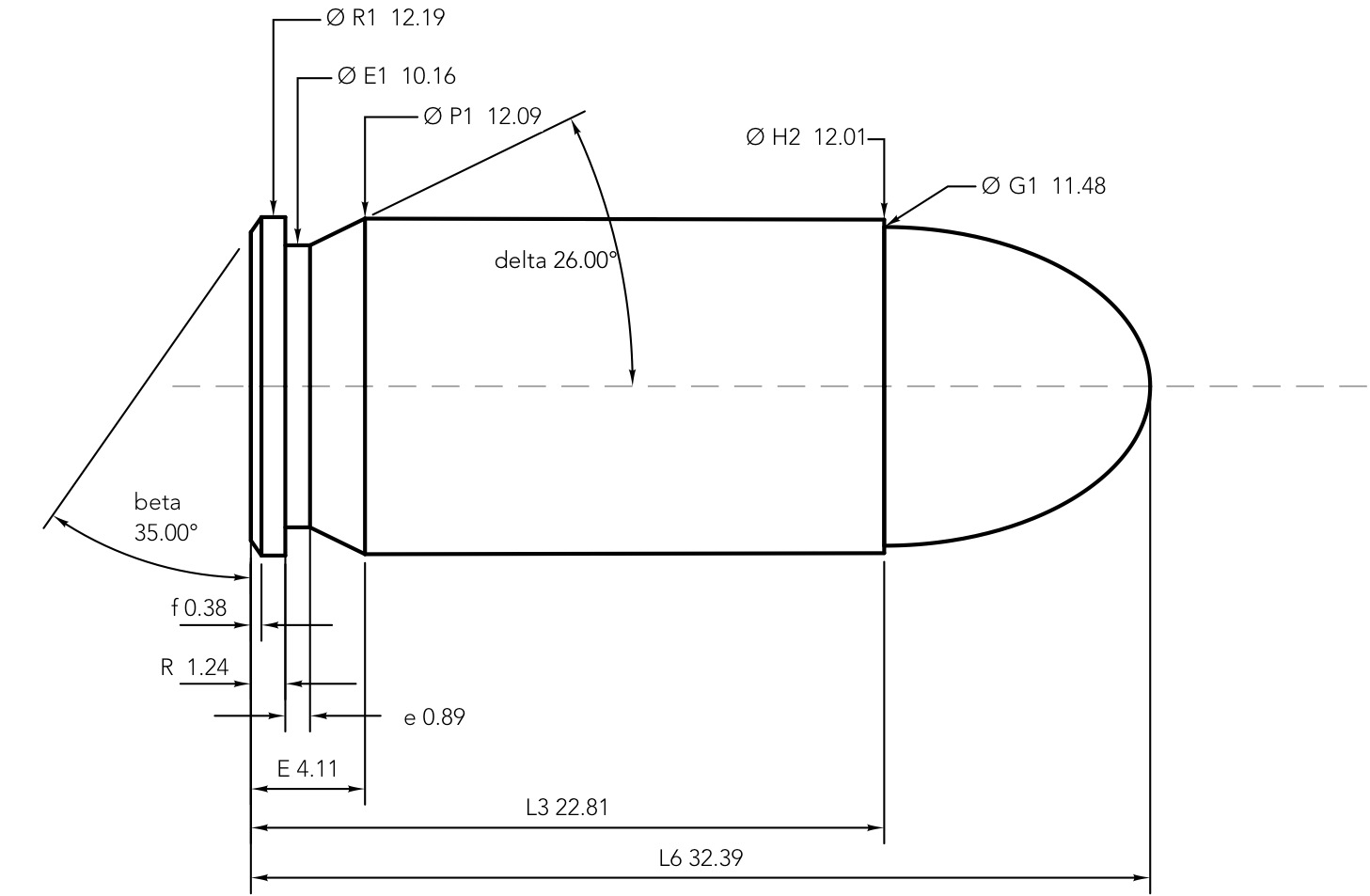
Maße der .45 ACP

In den frühen 1900er-Jahren zeigte sich in der Kavallerie der US-Streitkräfte, dass die neu eingeführte .38er-Kaliber-Munition im Gefecht nicht die alte .45er-Kaliber-Munition ersetzen konnte. Die Mannstoppwirkung der .38er lag zu niedrig, und die Kavallerie verlangte eine Munition, deren Mannstoppleistung auf dem Niveau der alten .45er Colt lag.
Colt und Browning arbeiteten im Jahre 1904 an einer .41er Patrone. Als die Kavallerie im Jahre 1905 nach einer .45er verlangte, wurde der .41er Prototyp vergrößert. Das Originalprojektil hatte ein Gewicht von 13 g (200 grain) und eine Mündungsgeschwindigkeit von 275 m/s. Später wurde sie auf ein Gewicht von 15 g (230 grain) mit einer Mündungsgeschwindigkeit von 260 m/s modifiziert.
Die .45er ACP liegt somit in der Leistung mit der .40 S&W gleichauf und leicht unter der der .45 Colt.

## Leistung/Verwendung

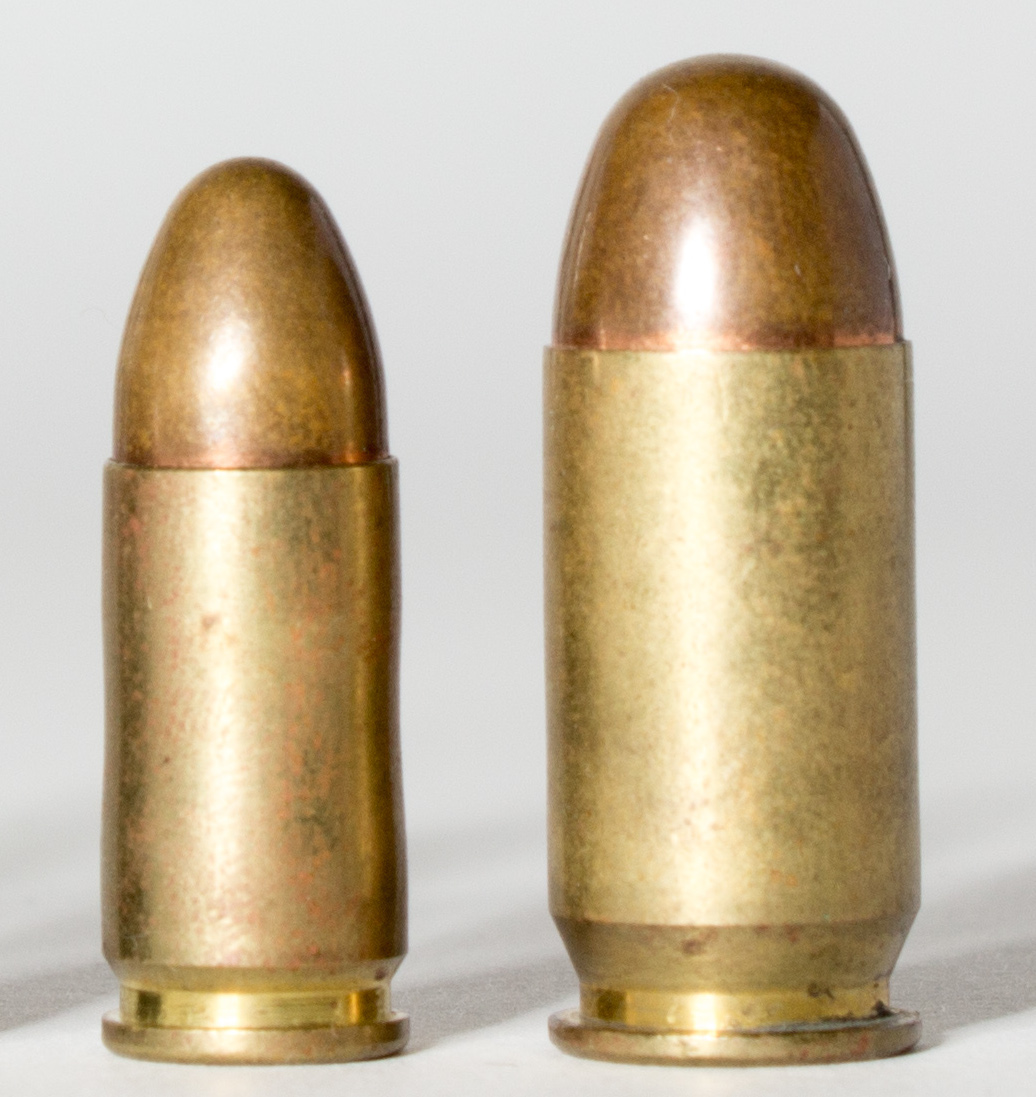
Vergleich 9x19mm und .45 ACP

Diese Patrone ist sehr effektiv zur Selbstverteidigung, da sie eine starke Mannstoppwirkung hat. Der Rückstoß und das Mündungsfeuer der Munition sind vergleichsweise gering. Wegen ihrer geringen Durchschlagswirkung eignet sie sich aber nur bedingt zur Bekämpfung von Gegnern, die Schutzkleidung tragen. Das Gewicht und die Materialkosten sind im Vergleich zur 9-mm-Patrone höher.
Als Dienstkaliber in den US-amerikanischen Streitkräften sowie bei den Polizeien der Kommunen und der Bundesstaaten sowie der US-Regierung wurde die .45 ACP größtenteils durch das Kaliber 9 × 19 mm ersetzt (außer bei einigen Spezialeinheiten, die modifizierte 1911A1-Pistolen, HK-SOCOM-Mk. 23 und die HK P12 verwenden).

## Varianten

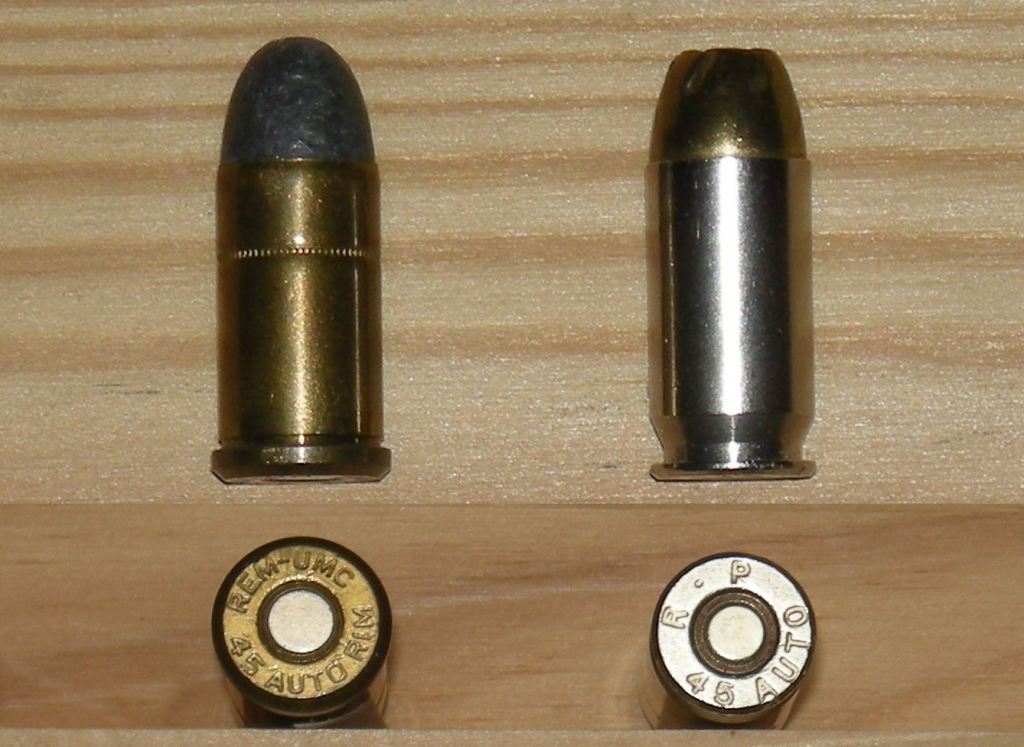
.45 AUTO RIM /.45 ACP Patrone

Gegen Ende des Ersten Weltkrieges wurde in den USA eine Variante der .45 ACP-Patrone entwickelt für die Verwendung in den von Colt und Smith & Wesson hergestellten M1917-Revolvern und ihren Nachfolgern, die .45 AUTO RIM Patrone. Sie hatte die gleiche Ladung wie die .45 ACP, verschoss jedoch Bleigeschosse.
Weitere Varianten in anderen Kalibern finden sich in Automatic Colt Pistol.

## Besondere Eignung für Schalldämpferwaffen
In der Standardlaborierung überschreitet das Geschoss im Kaliber .45 ACP, ebenso wie .40 S&W, nicht die Schallgeschwindigkeit von 343 m/s (1234,8 km/h) bei 20 °C in Luft (1013 hPa). Deshalb ist es möglich, an Waffen dieses Kalibers Schalldämpfer zu befestigen, ohne eine besondere Sub-Sonic- oder Unterschallmunition mit verändertem Trefferbild zu verwenden. Aus diesem Grunde wird das Kaliber immer noch von Spezialeinheiten verwendet.

## Andere Bezeichnungen
- .45 Auto
- .45 Automatic Colt

- Autom. Colt-Pistole Kal. 11,43 mm (.45)[2]

Hülse:
- DWM 513a[2]

Katalogblatt im Handbuch der Pistolen- und Revolverpatronen: 426
- .45 M1911 (US-Militär)
- 11 mm (Asien)